# Willdenowia (журнал)
Willdenowia: Annals of the Botanic Garden and Botanical Museum Berlin — рецензируемый ботанический журнал по таксономии растений, водорослей и грибов, издаваемый ботаническим садом и ботаническим музеем Берлина совместно со Свободным университетом Берлина.
Импакт-фактор (2017): 1,500.
Стандартное сокращение по ISO 4, используемое при цитировании журнала: Willdenowia, Beih., или Willdenowia.

## История
Журнал был основан в 1895 году под названием «Notizblatt des Königlichen botanischen Gartens und Museums zu Berlin», и предназначался для публикации сведений о коллекциях и деятельности Берлинского ботанического сада и музея, а также информации о научных результатах, полученных работавшими там ботаниками. С 1919 года журнал стал выходить под новым названием: «Notizblatt des Botanischen Gartens und Museums zu Berlin-Dahlem», под которым просуществовал до 1944 года, до момента утраты большей части коллекций музея и растений сада во время Второй мировой войны.
В 1953 году журнал был возрождён, первоначально как «Mitteilungen aus dem botanischen Garten und Museum Berlin-Dahlem», позже получил нынешнее название в честь выдающего систематика своего времени и директора Берлинского ботанического сада Карла Людвига Вильденова, чьим именем в 1790 году был назван одноимённый род южно-африканских трав Вильденовия (Willdenowia Thunb.)

## Современность
В журнале публикуются оригинальные исследования на английском языке по всем областям систематики растений, водорослей и грибов, в которых освещается эволюция, таксономия и номенклатура, а также смежные области, такие как флористика и география растений. Особое внимание уделяется обзорным статьям и публикациям по филогении и молекулярной систематике.
Ежегодно выходит три выпуска, в апреле, августе и декабре, публикуемые в печатном издании и онлайн с открытом доступом. За публикацию работ с авторов плата не взимается, длина статей не ограничена.

## Индексация
- Biological Abstracts
- Science Citation Index
- Scopus